# Les Vacances de la famille Johnson
Pour plus de détails, voir Fiche technique et Distribution.
Les Vacances de la famille Johnson (Johnson Family Vacation) est un film américain réalisé par Christopher Erskin, sorti en 2004.

## Synopsis
Nate Johnson va entreprendre le voyage le plus mouvementé de sa vie. Il doit se rendre à l'autre bout des États-Unis pour participer à la réunion de famille annuelle qui consacre les plus méritants des Johnson. Son but est de remporter le concours et gagner l'estime de ses aînés.

## Fiche technique
- Titre : Les Vacances de la famille Johnson
- Titre original : Johnson Family Vacation
- Réalisation : Christopher Erskin
- Scénario : Earl Richey Jones et Todd R. Jones
- Musique : Richard Gibbs
- Pays d'origine :  États-Unis
- Sociétés de production : Fox Searchlight Pictures
- Genre : Comédie
- Durée : 97 minutes
- Date de sortie : 7 avril 2004

## Distribution
- Cedric the Entertainer (VF : Patrick Messe) : Nathaniel « Nate » Johnson / l'oncle Earl Johnson
- Shad Moss (VF : Laurent Morteau) : Divirnius James « D.J. » Johnson
- Vanessa Lynn Williams (VF : Marie Gamory) : Dorothy Johnson
- Christopher B. Duncan (en) (VF : Patrick Mancini) : Stanley « Stan » Turner
- Solange Knowles (VF : Karine Foviau) : Nikki Johnson
- Shannon Elizabeth : Chrishelle Rene Boudreau
- Gabby Soleil (VF : Adeline Chetail) : Destiny Johnson
- Steve Harvey (VF : Lucien Jean-Baptiste) : Mack Johnson
- Aloma Wright (VF : Francine Lainé) : Glorietta Johnson
- Godfrey : le flic en moto
- Jason Momoa : Navarro
- Jennifer Nicole Freeman : Jill Johnson
- Jeremiah « J.J. » Williams Jr. (VF : Emmanuel Karsen) : le cousin Bodie Johnson
- Lee Garlington : Betty Sue
- Lorna Scott : Gladys
- Philip Daniel Bolden (en) : Mack Johnson Jr.
- Rodney Perry (en) (VF : Antoine Tomé) : le cousin Lump Johnson
- Shari Headley : Jacqueline Johnson
- DeRay Davis : le stoner jamaïcain
- Kurupt : lui-même

 Source et légende : version française (VF) sur RS Doublage et carton du doublage français.